# گل (فیلم ۲۰۱۸)
گل (به انگلیسی: The Flower) یک فیلم درام، فانتزی و موزیکال آرژانتینی محصول سال ۲۰۱۸ به نویسندگی و کارگردانی ماریانو لیناس است. این فیلم با طول ۸۰۸ دقیقه بدون در نظر گرفتن فواصل، (این فیلم دارای شش فصل می‌باشد) طولانی‌ترین فیلم تاریخ سینمای آرژانتین محسوب می‌شود.